# Staffordshire Moorlands
Staffordshire Moorlands – dystrykt w północnej części hrabstwa Staffordshire w Anglii, w odległości 60 km od Manchesteru. W 2011 roku dystrykt liczył 97 106 mieszkańców.

## Miasta
- Biddulph
- Cheadle
- Leek

## Inne miejscowości
Abbey Green, Alstonefield, Alton, Bagnall, Barnfields, Biddulph Moor, Blore, Blore with Swinscoe, Blythe Bridge, Brown Edge, Caverswall, Consall, Dilhorne, Draycott in the Moors, Ecton, Elkstones, Endon, Flash, Forsbrook, Froghall, Hollinsclough, Horton, Ipstones, Longnor, Oakamoor, Quarnford, Rudyard, Tean, Upper Hulme, Warslow, Werrington, Wetton.